# Camp de Salzwedel
Le camp de Salzwedel est une unité de travail forcé dépendant du camp de concentration de Neuengamme dont les déportées étaient mises à la disposition de l'entreprise métallurgique Draht- und Metallwarenfabrik GmbH à Salzwedel, au  sud-est de Hambourg.
À partir de 1942, le cours de la guerre oblige l’Allemagne nazie a enrôler de nouvelles classes de conscrits qui laissent un vide dans les chaînes de production. Pour compenser ces pertes, les autorités mobilisent d’abord la population féminine, puis des travailleurs forcés étrangers, et finalement la population concentrationnaire.

## Création
Le camp de Salzwedel commence à opérer en juillet-août 1944. Il occupe une surface 11 000 m2 et il est entouré d'une clôture de 540 mètres de long. La sécurité extérieure est assurée par des soldats de la Wehrmacht et la discipline à l'intérieur du camp par une dizaine de SS chargé de l'organisation et une dizaine de gardiennes au contact direct des détenues. Trois convois acheminent successivement, depuis Auschwitz-Birkenau et Bergen-Belsen, des déportées juives hongroises, polonaises et grecques pour un total de 1 520 personnes.

## Travail forcé
Les 1 520 déportées sont mises à la disposition de l'entreprise métallurgique Draht- und Metallwarenfabrik GmbH (appartenant au groupe Polte Magdeburg, qui en avait demandé 5 600), où elles voisinent avec des travailleurs allemands. L'usine produit des munitions pour l'infanterie. Les détenues (1 520 déportées et 70 travailleuses forcées) se relaient par plages de 12 heures, avec un quart d'heure de pause pour le repas. Elles sont sous la surveillance constante des contremaîtres civils et des gardiennes SS, qui utilisent la force pour leur faire maintenir la cadence,.
Les témoignages des prisonnières font état d'une très forte solidarité et du maintien d'une forme de vie culturelle à l'intérieur du camp.

## Point de rassemblement
Fin mars 1945, le camp des femmes devient un point de rassemblement pour les détenues évacuées des camps de Porta Westfalica-Hausberge et de Fallersleben. Sa population monte à 3 000 prisonnières avec l'arrivée, peu avant la libération de Salzwedel, d'un groupe de Néerlandaises évacuées de Ravensbrück.

## Libération
Le camp de Salzwedel est le seul camp extérieur de Neuengamme a ne pas avoir été évacué à la fin de la guerre. Il est en effet libéré, le 14 avril 1945, par la 84ème division d'infanterie américaine. Les prisonnières sont confiées à différentes agences humanitaires. Nombreuses sont celles qui meurent après la libération du camp. Elles sont enterrées dans le cimetière voisin.

## Mémorial
Un bloc erratique portant plusieurs plaques commémoratives a été placé sur l’ancien site du Kommando extérieur, à la limite de l’actuelle zone commerciale et industrielle.